# Пиманков, Денис Сергеевич
Дени́с Серге́евич Пиманко́в (4 февраля 1975, Омск, СССР) — российский пловец, серебряный призёр Олимпийских игр. Заслуженный мастер спорта России.

## Карьера
На Олимпиаде в Атланте Пиманков участвовал в предварительном заплыве эстафеты 4×100 метров вольным стилем. В финале Роман Егоров, Александр Попов, Владимир Предкин и Владимир Пышненко выиграли серебро, которое также получили участники квалификационных заплывов — Денис Пиманков и Константин Ушков.
Участник Олимпийских игр 2000 и 2004 года.
В 1998 году Пиманков завоевал бронзу чемпионата мира, а в 2003 вместе с Андреем Капраловым, Иваном Усовым и Александром Поповым стал чемпионом мира в эстафете вольным стилем 4×100 метров.
Двукратный чемпион и двукратный серебряный призёр чемпионата Европы, серебряный и четырежды бронзовый призёр чемпионата мира на короткой воде и обладатель серебряной медали чемпионата Европы на короткой воде.

## Образование
Выпускник Сибирского государственного университета физической культуры и Московского государственного университета экономики, статистики и информатики.